# ابوالجارود همدانی
ابوالجارود زیاد بن المندر بن زیاد الحمدانی الخارفی، دانشور شیعه کوفی و رهبر گروه زیدی اولیهٔ جارودیه است که به نام او نامگذاری شد. او از خاندان حمدانی خارف بود که از جنبش مختار حمایت کرده بود. او از کودکی نابینا بود. به نظر می‌رسد او متولد حدود سال ۸۰ هجری بود. طوسی از او به عنوان تابعی نام می‌برد، چرا که با ابوالطفیل عامر بن واثله، آخرین صحابی پیامبر پیش از مرگ مرتبط بود. او از شاگردان برجسته محمد الباقر بود. این که از سوی او به کور دریای شیطان ملقب شده بود، احتمالاً از اختراعات امامی ست.

## زندگی نامه
ابوالجارود از اصحاب باقرالعلوم و جعفر صادق نیمه اول سده 2 قمری و از بنیانگذاران فرقه جارودیه بوده است.

### تولد و قدمت
درباره تولد ابوالجارود اختلاف وجود دارد. دیرترین تاریخی که برای ذکر کرده اند به استناد روایتی که ابوالجارود از ابوالطفیل عامر بن واثله نقل کرده سالهای پایانی سده نخست هجری بوده است. در دانشنامه اسلامی آمده با توجه به تاریخ وفات کسانی چون حسن بصری، عبدالله اشعری و اصبغ بن نباته احتمالا وی قبل از سال 80 قمری به دنیا آمده است.
آقابزرگ تهرانى که مؤلفى متأخر است گفته ابوالجارود از اصحاب زین العابدین، باقرالعلوم و جعفر صادق بوده است. هر چند که دیگر مؤلفان کهن امامیه تنها به روایت ابوالجارود از باقرالعلوم و جعفر صادق اشاره کرده اند. در اینکه محضر زین العابدین را درک کرده باشد تردید وجود دارد. و اکثر روایاتی که وی از زین العابدین نقل کرده است به واسطه فرزند ایشان عبدالله بوده است. تنها یک روایت مستقیم از زین العابدین نقل کرده است که خوئی معتقد است احتمالا جا افتادگی وجود دارد.

### نام، القاب و کنیه
اکثر منابع مانند رجال طوسی و صحیح بخاری وی را با نام زیاد بن منذر ذکر کرد اند، خوارزمی و شهرستانی وی را با نام زیاد بن ابی زیاد ذکر کرده اند. کنیه اش را ابوالنجم، و لقبش را عبدی و ثقفی و نسبش را حوفی، حرقی و خارقی نوشته اند.

### اصالت
نجاشی و طوسی او را از قبلیه همدان تیره خارف دانسته اند. بعضی هم او را ایرانی تبار دانسته اند. سعد اشعری وی اعجمی خوانده است. برخی نیز او را خراسانی دانسته اند.

### مرگ
صحیح بخاری مرگ ابوالجارود را بین 150 تا 160 قمری دانسته است. 

## اعتقادات

### پیوستن به فرقه زیدیه
ابوالجارود در ۱۲۲ به‌طور فعال از قیام زید بن علی حمایت کرد. گزارش شده او تلاش کرد همراه با فضیل بن زبیر حمایت ابوحنیفه را از زید جذب کند و توصیف شده که در جبهه راست سپاه زید چراغی به اهتزاز درمی‌آورد و شعار جنگی می‌داد. گفته شده (بنا بر طبری) که او ممکن است با زیاد النهدی که همراه با زید پس از سرکوب قیام به صلیب کشیده شد یکی باشند؛ که البته قطعاً صحیح نیست زیرا او پس از مرگ زید از طرف پسر اش یحیی مورد تماس قرار گرفت و برخی انتقال دهنده‌های مرتبط به او پیش از قیام زید نمی‌توانسته‌اند متولد شده باشند. گرچه او پس از درگذشت باقر با پسر اش جعفر صادق مدتی مرتبط بوده، او را به امامت به رسمیت نمی‌شناخته‌است و نهایتاً صادق او و دیگر رهبران زیدی را سرزنش و لعنت کرد. او به وشوح نقشی رهبری کننده در مناقشات با حامیان امامی جعفر صادق داشت. او بر خلاف تز امامی که دانش حقیقی مذهبی را در دست خطی منتخب خدا، امامان موروثی، می‌دانست، می‌گفت که این دانش بین همه بازماندگان فاطمه، که آن را توسط الهام پس از کسب پیشکسوتی و فضیلت به دست می‌آورند، مشترک است. بدین طریق او از دید زیدی که امامت را متعلق به هر حسنی یا حسینی به پا خیزنده علیه حاکم جائر می‌داند دفاع می‌کرد.

### ارتباط با زیدیه
نجاشی آورده ابوالجارود در پی قیام زید بن علی به وی می پیوندد ولی برخی روایات درباره فعالیت های او در جریان قیام زیاد معتبر نیست و احتمال می رود وی را با یزید بن ابی زیاد اشتباه کرده باشند. بلاذری و طبری در جریان قیام زید از شخصی بنام زیاد نهدی نام برده اند که جسدش همراه با پیکر زید به دار آویخته شده است. احتمالی هم وجود دارد که لقب نهدی ابوالجارود، وان آرندونک را به اشتباه انداخته و وی را با زیاد نهدی اشتباه گرفته باشد که به دار آویخته شده است. ابوالفرج اصفهانی از حضور ابوالجارود در سپه زید روایت کرده است. در دانشنامه اسلامی آمده است در جریان قیام زیدبن علی هر چی بود در صورت پذیریش حیات او پس از قیام از فعالیت های او در پایان زندگی و رابطه اش با زیدیه و امامیه چیزی نیامده است.

### ارتباط با امامیه
ابوالجارود از اصحاب باقرالعلوم و جعفرصادق بوده است و ارتباط نزدیکی با باقرالعلوم داشته است اما به سبب اندیشه های خاص و عدم پایبندی به تقیه از سوی باقرالعلوم طرد میشود و به او لقب سرحوب یعنی شیطان کور ساکن دریا داده می شود. جعفرصادق نیز او را به جهت عقایدش مورد نکوهش قرار می دهد.

### تاسیس فرقه جارودیه
کتاب مسائل الامامه کهن ترین منبع موجود برای شرح عقاید کلامی ابوالجارود است که معتقد بود پیامبر به جانشینی علی ابن ابیطالب و فرزندان اون حسن و حسین تصریح کرده اس ولی پس از حسنین قطع شده است اما از فرزندان فاطمه خارج نشدنی است. هر کسی از فرزندان فاطمه که مردم را به سوی خود بخواند مفترض الطاعه است و بر مردم است که او را امام بدانند. به همین خاطر وی از ابوبکر و عمر برائت جسته و آنها غاصبان خلافت می دانست. به عقیدیه ابوالجارود تشخیص امام افضل از فرزندان فاطمه به علت کثرت دشوار است. از این رو شرط امامت را خروج دانسته است. وی معتقد بود که امام به هنگام بروز حوادث باید کاری که باید انجام دهد، به وی الهام می شود.

## دیدگاه دیگران
عموم محدثان سنی در مورد ابوالجارود به تندی قضاوت کرده‌اند، او را یک رافضی افراطی توصیف می‌کند که دربارهٔ رذیلت صحابه و فضیلت خاندان پیامبر حدیث ساخته‌است. سنت امامی هم پس از این که او «عوض شد» ردش کرد، گرچه انتقال او تا حدی قابل اطمینان دانسته شد. تفسیر او از قرآن، که به نام تفسیر الباقر شناخته می‌شد چرا که او آن را عمدتاً به اعتبار محمد باقر (پیشوای شیعه جعفری) نسبت می‌دهد، گرچه گاهی از زید بن علی نقل قول می‌کند، تا حدی از طریق نقل قول تفسیر امامی علی بت ابراهیم بن هاشم القمی حفظ شده‌است. این نقل قولها ظاهراً توسط شاگرد قمی، ابوالفضل العباس بن محمد به کار قمی افزوده شد گرچه خود قمی هم گاهی به اعتبار ابوالجارود ذکر کرده‌است. تفسیر ابوالجارود نشان دهنده یک الهیات شدیداً جبری سازگار با دیدگاه‌های ضد معتزلی رایج بین شیعیان کوفی در زمان خود است. از او توسط ابن شاهین مفسر سنی قرآن هم نقل شده‌است.

### کتب اهل سنت
در کتب رجالی اهل سنت ابوالجارود مطعون است و احمد بن حنبل روایت حدیث از ولی را جایز ندانسته است. 

### کتب امامیه
در کتب رجال امامیه نیز با لعن و ذم  او همراه است. ابن غضائری معتقد است که امامیه احادیث او را مکروه داشته ولی به روایت هایی که از قول محمد بن بکر ارحبی نقل کرده اعتماد کرده اند. ابن قولیه در کامل الزیارات از او حدیث نقل کرده است. شیخ مفید احادیث فقهی را از وی آورده. و خوئی فهرست روایاتی که در کتب اربعه امامیه از وی نقل شده است را آورده است.

## آثار
دو ماخذ اصل و تفسیر را به ابوالجارود نسبت داده اند. اصل را کثیر بن عیاش نقل کرده که در ماجرای خروج ابوالسرایا در 200 قمری شرکت داشته است. از تفسیر وی که بیشتر به تفسیر باقرالعلوم شهرت یافته در تفسیر علی بن ابراهیم قمی نقل شده است.